# Gonioscopia
La gonioscopia è una tecnica diagnostica e investigativa impiegata in oculistica per esplorare l'angolo irido-corneale (cioè l'angolo anatomico formato tra la  cornea e l'iride). A tale scopo si utilizza il gonioscopio di Goldmann, una lente a forma di tronco di cono, che ha all'interno uno specchio inclinato di 62°, in combinazione con una lampada a fessura o microscopio operativo per permettere lo studio dell'angolo irido-corneale. La lente viene appoggiata con la sua base minore sulla cornea previa anestesia locale e interposizione di uno strato sottile di metilcellulosa al 2%.  L'importanza di questa tecnica risiede nella diagnosi e nel monitoraggio di diverse condizioni oculari associate al glaucoma.

## La goniolente o gonioscopio
La goniolente consente al medico-oculista di visualizzare l'angolo irideo-corneale attraverso uno specchio o prisma, senza il quale l'angolo viene mascherato da una riflessione interna totale data dal tessuto oculare.

Il meccanismo di questo processo varia a seconda del tipo di goniolente. 

### Goniolente di Koeppe
Questo dispositivo trasparente è una goniolente diagnostica diretta, a cupola e disponibile in diversi formati. Viene posizionata direttamente sulla cornea con fluido lubrificante, per evitare di danneggiare la superficie. La curvatura della goniolente elimina otticamente la riflessione interna totale e consente una visione panoramica dell'angolo irido-corneale.
È facile da utilizzare ma richiede che il paziente assuma una posizione supina. Viene normalmente utilizzata in associazione con un microscopio manuale, e permette una ispezione dettagliata delle strutture angolari. La posizione supina ne rende pressoché impossibile l'utilizzo con la lampada a fessura in un ambiente optometrico.

### Goniolente di Goldmann

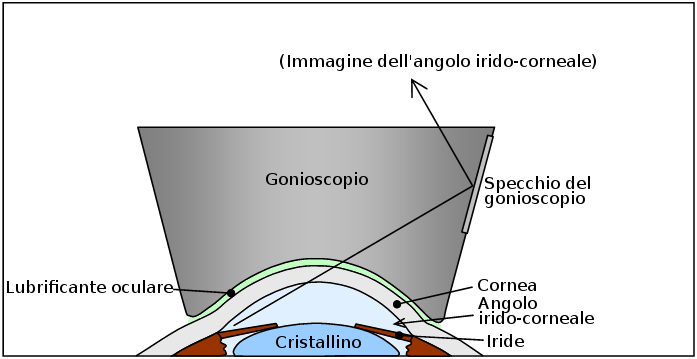
Schema della goniolente di Goldman

Questo dispositivo è una goniolente indiretta, troncoconica, che utilizza degli specchi per riflettere la luce dall'angolo irido-corneale in direzione dell'osservatore (come mostrato dall'immagine). In pratica l'immagine risulta all'incirca ortogonale alla superficie posteriore il che rende l'osservazione e l'ingrandimento di una lampada a fessura semplice ed affidabile. 
La superficie anteriore della lente non poggia direttamente sulla cornea, avendo una curvatura maggiore, ma si pone a volta su di essa, con del fluido lubrificante idrosalino che colmar il divario. Il bordo della superficie anteriore appoggia sulla sclera.
La lente originaria di Goldmann si componeva di tre specchi. Successivamente sono stati inventati dei dispositivi derivati composti da due e da un solo specchio.
Un vantaggio della goniolente di Goldmann è dato dal fatto che essa tende a stabilizzare il globo oculare, la qual cosa la rende adatta alla trabeculoplastica laser.
La visione ottenibile con questa goniolente è inferiore a quella delle goniolente Koeppe, ma essa può essere utilizzata con il paziente in posizione seduta, ed in associazione ad altri dispositivi per ottenere la visione di altre parti dell'occhio, quali ad esempio la retina.

### Goniolente di Zeiss
Questo dispositivo utilizza un metodo molto simile a quello della goniolente di Goldmann, ma impiega dei prismi al posto degli specchi.
I suoi quattro prismi simmetrici montati su un manico consentono la visualizzazione dell'angolo irido-corneale in quattro quadranti dell'occhio simultaneamente.
La dimensione e la forma dello strumento, che presenta una curvatura inferiore a quella corneale, non richiede l'utilizzo di fluido lubrificante essendo sufficiente il solo film lacrimale del paziente.
La lente ha caratteristiche ideali per essere usata in associazione con una lampada a fessura.
Tuttavia, non stabilizzando il globo oculare non può essere utilizzata in procedure come la trabeculoplastica laser.
Ci sono molti altri tipi di goniolenti disponibili in commercio, comprese le versioni modificate delle tre tipologie soprariportate. Molte di queste si rivelano preziose in particolare per gli usi chirurgici (goniotomia).

## Procedura
Sebbene i dettagli variano in base al tipo di goniolente utilizzata, in generale la procedura comprende:
- breve informazione al paziente (che va avvisato che la lente provocherà solo un lieve fastidio);
- pulizia e sterilizzazione della superficie della goniolente;
- applicazione di fluido lubrificante alla superficie anteriore, se il tipo di lente lo richiede;
- anestesia della cornea del paziente cornea con anestetico topico;
- preparazione della lampada a fessura;
- distanziamento delicato delle palpebre del paziente dalla cornea;
- applicazione delle goniolente sulla superficie oculare;
- interpretazione dell'immagine gonioscopica;
- rotazione della goniolente per visualizzare ogni sezione dell'angolo irido-corneale
- distacco della goniolente;
- pulizia degli strumenti ed irrigazione degli occhi del paziente con [fisiologica].

## Interpretazione dell'immagine gonioscopica
La valutazione dell'angolo irido-corneale fornisce varie informazioni.
- Larghezza dell'angolo irido-corneale: la larghezza dell'angolo irido-corneale è uno dei fattori che influenzano il drenaggio dell'umore acqueo dalla camera anteriore dell'occhio. Un ampio angolo di drenaggio consente un sufficiente drenaggio dell'umor attraverso il trabecolato sclero-corneale. Al contrario un angolo stretto può interferire con il sistema di drenaggio e lasciare il paziente suscettibile allo sviluppo di un glaucoma acuto ad angolo chiuso. La gonioscopia indica l'ampiezza angolare dell'angolo irido-corneale attraverso la visualizzazione del numero di strutture oculari visibili oltre il bordo dell'iride. In genere più strutture appaiono visibili e maggiore sarà l'angolo. Tuttavia va ricordato che non tutte le strutture possono essere discriminate con facilità, specialmente la cosiddetta linea di Schwalbe, nella parte periferica della membrana di Descemet. Ulteriori informazioni possono essere ottenute utilizzando la lampada a fessura con un fascio di luce molto stretto che illumini l'angolo.
- Sinechie anteriori: le sinechie anteriori sono semplici aderenze dell'iride con connessione all'angolo irido-corneale od ai tessuti circostanti. Questa situazione può essere aggravata da una infiammazione oculare, che può rendere l'angolo 'appiccicoso' per la presenza di cellule e sostanze infiammatorie, o da difetti strutturali dell'iride che possono portare al galleggiamento libero di filamenti nella camera anteriore, come può accadere nella atrofia dell'iride ed in alcuni difetti congeniti dell'iride. La gonioscopia consente una visione diretta di queste sinechie, ed è quindi particolarmente utile per i casi più difficili.